# Yuri Shchukin

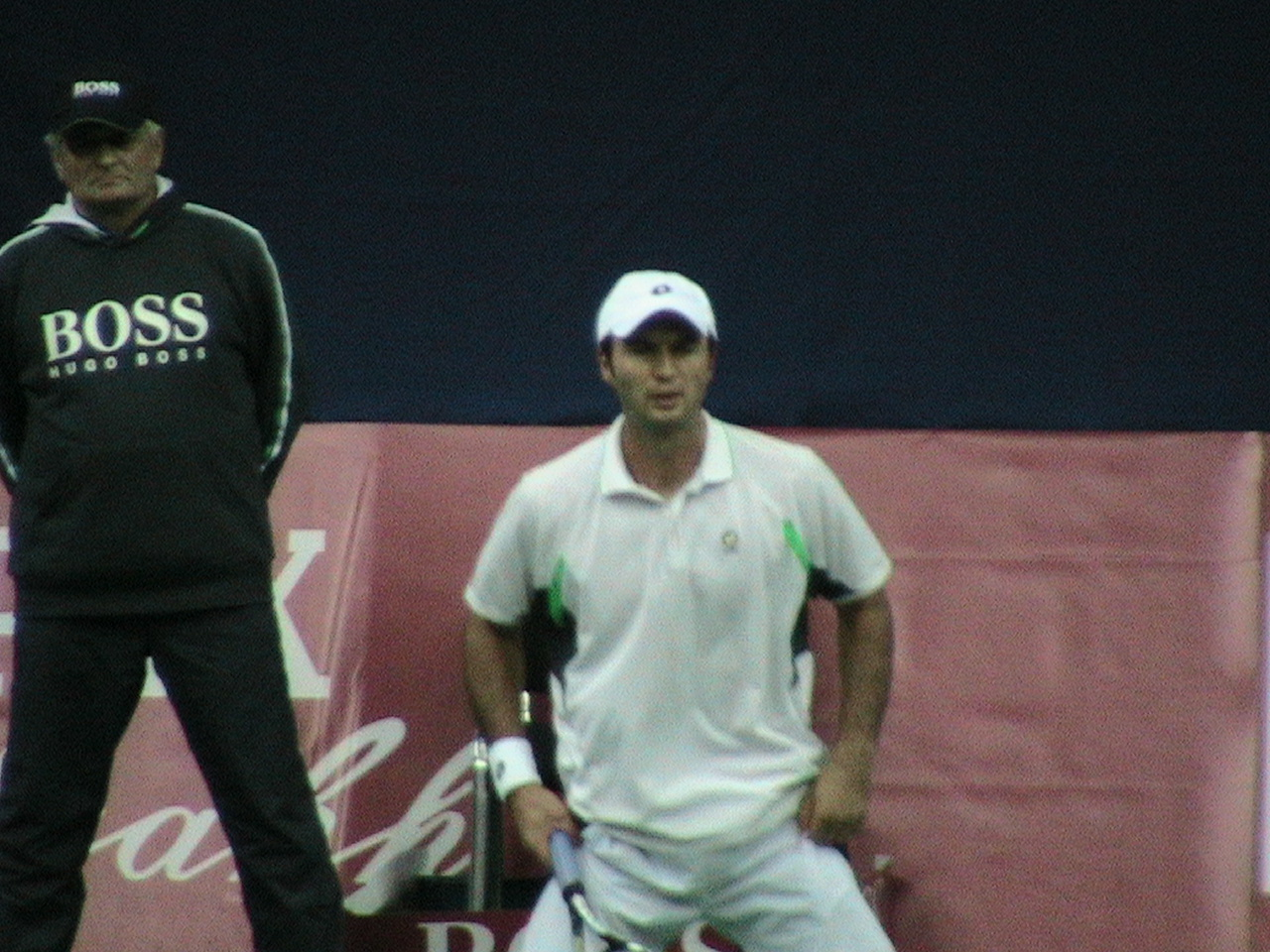
Yuri Schukin en la Copa Kremlin en 2006

Yuri Ivánovich Shchukin Юрий Иванович Щукин (n. 26 de junio de 1979 en Kislovodsk, Rusia) es un jugador de tenis nacido en Rusia que desde 2008 representa a Kazajistán. De esta forma se convirtió en el mejor jugador de este país y es la principal carta para el Equipo kazako de Copa Davis. En su carrera ganó 8 partidos de nivel ATP y su mejor posición en el ranking ha sido Nº119.

## Tïtulos (0)

### Clasificación en torneos del Grand Slam
| Torneo          | 2010 | Acumulado |
| --------------- | ---- | --------- |
| Australian Open | 1r   | 0         |
| Roland Garros   | 2r   | 0         |
| Wimbledon       | -    | 0         |
| US Open         | -    | 0         |

### Challengers (8)
| N.º | Fecha                    | Torneo     | Superficie    | Oponente en la final     | Resultado     |
| --- | ------------------------ | ---------- | ------------- | ------------------------ | ------------- |
| 1.  | 14 de agosto de 2000     | Sylt       | Tierra batida | Jakub Herm-Zahlava       | 6-2 6-4       |
| 2.  | 13 de octubre de 2003    | Belgaum    | Dura          | Dieter Kindlmann         | 6-3 6-2       |
| 3.  | 20 de septiembre de 2004 | Banja Luka | Tierra batida | Werner Eschauer          | 7-6(3) 7-6(7) |
| 4.  | 7 de mayo de 2007        | Dresde     | Tierra batida | Florian Mayer            | 7-6(5) 7-6(3) |
| 5.  | 20 de agosto de 2007     | Ginebra    | Tierra batida | Jesse Huta Galung        | 6-3 6-2       |
| 6.  | 24 de septiembre de 2007 | Nápoles    | Tierra batida | Martín Vassallo Argüello | 7-6(3) 6-1    |
| 7.  | 10 de mayo de 2010       | Zagreb     | Tierra batida | Santiago Ventura         | 6-4 7-5       |
| 8.  | 4 de junio de 2010       | Prostejov  | Tierra batida | Flavio Cipolla           | 6-4 4-6 6-0   |